# Craig Short
Craig Short (Bridlington, Egyesült Királyság, Anglia, 1968. június 25. –) angol labdarúgó, edző. Rövid ideig a Ferencváros vezetőedzője volt.

## Pályafutása

### Labdarúgóként
Miután Amotherbyben elvégezte az általános, a Lady Lumley's Schoolban (speciális sportiskola Pickeringben) a középiskolát, bátyjával, Chrisszel együtt a Pickering Town csapatában kezdte meg profi labdarúgó-pályafutását az 1986–87-es szezonban. 1987 októberében együtt igazoltak tovább a Scarborough FC-hez, majd 1989 júniusától továbbra is közös úton folytatták a Notts County együttesénél. Míg bátyját sorozatos sérülések akadályozták, Craig egyre jobb formát mutatott.
1992-ben két klub is versengett a tehetséges középhátvédért: az egyik az angol élvonalbeli Blackburn Rovers, a másik a másodvonalban vitézkedő Derby County együttese volt. Short négy idényt követően hagyta el Nottinghamet, és 2,5 millió angol fontért igazolt Derbybe. Akkortájt ez rekordösszegnek bizonyult, hiszen a nem élvonalbeli klubok közül még egy sem fizetett ilyen magas összeget egy játékosért.
A Derbyben több mint 100 bajnoki mérkőzésen lépett pályára, újabb klubváltásra csak három idényt követően került sor, ekkor a liverpooli kék-fehér együtteshez, az Evertonhoz igazolt. Itt kevesebb játéklehetőséghez jutott, és négy idényt követően 1,7 millió angol fontért igazolt a Mersey-parti kék-fehér alakulathoz, a Blackburn Rovershez.
Short a 2000–01-es szezonban az ősi rivális Burnley FC elleni mérkőzésen szerzett dupla találatával segítette csapatát 5–0-s győzelemhez, és vált a védelem oszlopos tagjává. Az idény végén a Blackburn feljutott a Premier League-be. Habár eltiltás miatt nem szerepelhetett a 2002-es, Tottenham Hotspur elleni angol ligakupa-döntőn, csapata 2–1-es győzelmet ért el. A következő idényben nemzetközi tapasztalatokra is szert tett, a Blackburn két UEFA-kupa-mérkőzésén is pályára lépett.
A következő két szezonban három-három hónapot volt kénytelen kihagyni, mielőtt a 2004–05-ös szezont követően aláírta volna új szerződését a Sheffield United együtteséhez. A sheffieldi alakulattal együtt ünnepelte az újabb Premier League-beli tagságot jelentő 2. helyet.
A 2005–06-os szezon végén visszavonult, és egy vitorlázó iskolát nyitott az északnyugat-angliai tóvidéken, és bár egy évre még aláírt, csak két ligakupa-mérkőzésen lépett pályára. A 2006–2007-es szezont követően bejelentette, hogy visszavonul az aktív labdarúgástól.

#### A visszavonulás évei
Short visszavonulását követően vitorlázással foglalkozott: cége a Windermere-tónál oktatta a sport alapjait magánszemélyek és csapatok számára, valamint hajókkal kereskedett.

#### Visszatérés a labdarúgáshoz
2008 szeptemberében tért vissza a labdarúgáshoz. A Sheffield United révén került az Üllői útra, ahol a vezetőedző, Bobby Davison játékosedzőként számolt vele. Craig végül csak a 2008. október 28-án rendezett, Fehérvár elleni ligakupa-mérkőzésen szerepelt kezdőjátékosként, majd 2009 nyarán átvette az NB III-as csapat irányítását.

### Edzőként
A Ferencváros NB III-as utánpótlás csapatánál kezdte meg edzői pályafutását, és a 2009. augusztus 22-én rendezett, Dunakeszi Vasutas elleni 5–0-ra megnyert bajnoki mérkőzésen ült először kispadra.
A Ferencváros felnőtt csapatának 2009–2010-es szezonbeli szereplése szurkolói és igazgatótanácsi elégedetlenséget váltott ki, így Bobby Davisont leváltották, a szakmai feladatok ellátásával a Csató–Short kettőst bízták meg. 2009. október 31-én, egy Diósgyőr elleni botrányba fulladt NBI-es találkozón ült le először a zöld-fehér alakulat kispadjára. A találkozó a 68. percben szurkolói rendbontás miatt, 3–1-es diósgyőri vezetésnél félbeszakadt. Az eredményt később törölték, és 3–0-s arányban a vendég csapatnak írták jóvá.
2010 elején újabb problémával kellett szembesülnie, mivel a versenykiírás szerint nem lehet élvonalbeli csapat edzője olyan, akinek nincs meg a pro licence. A Ferencváros vezetőedzője így névlegesen Tuboly Frigyes lett, a valóságban továbbra is Short irányította a csapatot.
Miután a Ferencváros leszerződtette Prukner Lászlót vezetőedzőnek, Short visszatért Angliába, ahol a Notts County vezetőedzője lett. 2010 októberében menesztették pozíciójából.

## Sikerei, díjai
Blackburn Rovers
- Angol ligakupa-győztes: 2002